# Екологічна політика ЄС
Екологічна політика ЄС (англ. Environmental policy of the European Union) — сукупність дій і заходів ЄС, спрямованих на забезпечення екологічних потреб населення країн — учасниць, підтримку екологічної безпеки та раціональне використання, охорону і відтворення природних ресурсів.
З 1970 року ЄС підписав 200 угод з питань захисту довкілля. Проте законодавче визнання пріоритетності екологічної складової суспільного розвитку не має великого значення, якщо воно не виконується належним чином. Саме тому в даний час завдання екологічної політики ЄС полягає, насамперед, в ефективній реалізації прийнятих природоохоронних угод .

## Цілі екологічної політики ЄС
Політика Європейського Союзу у сфері довкілля спрямована на досягнення наступних цілей:
- Збереження, захист і поліпшення якості довкілля.
- Охорона здоров'я людини.
- Раціональне використання природних ресурсів.
- Сприяння вживанню заходів на міжнародному рівні для вирішення регіональних або світових екологічних проблем і, зокрема сприяння боротьбі зі змінами клімату.

Політика Європейського Союзу у сфері довкілля повинна бути також спрямована на високий рівень захисту довкілля з урахуванням різноманітностей ситуацій у різних регіонах Союзу.
При підготовці своєї політики щодо довкілля, ЄС бере до уваги:
- Наявні науково-технічні дані.
- Умови довкілля в різних регіонах Союзу.
- Потенційні вигоди і витрати.
- Економічний і соціальний розвиток Союзу в цілому і збалансований розвиток її регіонів [2].

Варто відзначити, що всі держави — члени несуть відповідальність за реалізацію ЄС природоохоронного законодавства. Формування політики Європейського Союзу у сфері охорони довкілля здійснюється поетапно шляхом прийняття так званих Програм дій з довкілля, які хоча і носять рекомендаційний характер, але завдяки встановленню чітких напрямків, цілей і принципів екологічної політики Європейського Співтовариства, разом з їх детальним описом і графіком реалізації сприяють розвитку та імплементації екологічного законодавства Європейського Союзу .

## Історія становлення екологічної політики ЄС
Всього виділяють 5 етапів формування екологічної політики ЄС.
Перший етап (1957–1971). Цей період характеризується відсутністю в ЄС правової компетенції у сфері довкілля. На цьому етапі проводилися лише одиничні факультативні заходи. Спочатку «довкілля» не було виділено Римським договором 1957 року як сфера загальноєвропейської інтеграції. Однак питання екології визначали межи правового регулювання створення загального ринку країн ЄС, що, наприклад, відбивається в статті 36 зазначеного Договору, яка дозволяє державам-членам ЄС вводити обмеження на імпорт, експорт, транзит у товарному обороті з питань екологічної безпеки. В цілому, незважаючи на відсутність загальної політики у даній сфері у зазначений період, інститути ЄС були підготовлені до розширення своєї діяльності в екологічному напрямку  .
Другий етап (1972–1985). Для цього етапу характерне проведення початкових заходів щодо захисту довкілля країнами ЄС, поява перших програм дій у цій сфері, початок розвитку правового регулювання в області екології. У 1972 році Рада глав урядів держав-членів ЄС ухвалила рішення про розширення компетенції ЄС, у тому числі у сфері довкілля. Регулювання нової сфери інтеграції проводилося в основному шляхом видання директив-актів гармонізації права держав-членів. ЄС приєднався до ряду найважливіших міжнародних конвенцій з охорони довкілля, наприклад, Конвенції про охорону дикої флори і фауни і природних місць мешкання в Європі (1979 р.), Міжнародної угоди з тропічної деревини (1983 р.), Конвенції про транкордонне забруднення повітря на великі відстані (1979 р.). Другий етап пройшов під знаком становлення політики ЄС стосовно відношення до довкілля і розробки основних засобів її правового регулювання  .
Третій етап (1986–1991). Цей період можна охарактеризувати як етап закріплення компетенції у сфері охорони довкілля за інститутами ЄС. Єдиний Європейський Акт 1986 року вніс зміни в Римський договір 1957 року. В ньому були визначені цілі й задачі, принципи і напрямки політики ЄС і у сфері охорони довкілля. У відносинах між ЄС і державами-членами у сфері охорони довкілля був впроваджений принцип субсидіарності. Даний принцип означає, що цілі екологічної політики ЄС можуть бути реалізовані краще, ніж окремими державами-членами .
Четвертий етап (1992–2002). Це етап удосконалювання екологічної політики ЄС. У цілому, за цей час були позначені основні рамки поточної екологічної політики за рахунок інституціонального закріплення питань екологічної політики і проблем довкілля в Договорах ЄС.
Отже, середина 90-х років XX ст. характеризується виділенням екологічної політики як одного з пріоритетних напрямків діяльності ЄС. Більш того, з 1998 року Єврокомісією і Європейською Радою у Відні (11-12 грудня 1998) була проголошена задача включення питань довкілля в усі напрямки політики Європейського Союзу. До заходів ЄС став застосовуватися «горизонтальний» підхід, головним принципом якого є облік усього спектра галузей, що викликають забруднення довкілля .
П'ятий етап (2003 — до нашого часу). Сьогодні екологічна діяльність ЄС здійснюється на основі екологічної компетенції, передбаченої статтями Договору про ЄС  .

### Інституції ЄС у природоохоронній сфері
Координаційну роль ЄС у сфері природоохоронної діяльності забезпечують численні інституції
Функціонування кожного з інститутів ЄС торкається екологічної проблематики. Питаннями охорони довкілля на рівні ЄС займаються: Європейська Комісія,Європейський Парламент, Європейська Рада і Європейська Агенція з довкілля (ЄАЗД), що було утворено у 1990 році. Постановою про установу ЄАЗД і Європейської мережі екологічної інформації і спостережень (ЄМЕІС) передбачалося, що метою цих організацій є забезпечення ЄС і держав-учасників, а також країн, що не є членами ЄС, об'єктивною і достовірною інформацією, здійснення заходів для захисту довкілля, належне інформування громадськості. У діяльності ЄАЗД і ЄМЕІС беруть активну участь Європейський інвестиційний банк, Комітет регіонів та Економічний і соціальний комітет.
З часу підписання Маастрихтського договору ЄС поступово перетворюється в «екологічний союз». Держави-члени ЄС зобов'язані інтегрувати задачі охорони довкілля в нормативно-правові акти, що діють у всіх сферах політики .

## Співпраця ЄС і України: екологічний аспект
Відомо, що Європейський Союз висуває до країн, які претендують на входження до нього, великий перелік вимог якості в різних сферах життєдіяльності, багато з них стосуються і досягнення певного рівня фінансового забезпечення політики щодо охорони довкілля.
Основи для співпраці між Україною і Європейським Союзом у сфері охорони довкілля було закладено ще в 1994 р. відповідно до Угоди про партнерство і співробітництво між ЄС та його державами-членами і Україною. Необхідність тісної співпраці з європейською спільнотою у сфері охорони довкілля обумовлена не тільки визначеними нею екологічними імперативами її стратегії, але й потребами самої України у подоланні того стану, який можна охарактеризувати як кризовий, що формувався протягом тривалого періоду через нехтування об'єктивними законами розвитку і відтворення її природно-ресурсного комплексу.
У 2012 році була парафована Угода про асоціацію між Україною та ЄС, а наприкінці 2012 року оприлюднено проект Угоди. Важливим елементом співпраці у сфері охорони довкілля, як і в багатьох інших сферах співпраці, що визначаються Угодою, є поступове наближення законодавства України до політики та законодавства ЄС. Окремим додатком до Угоди визначаються конкретні директиви, що їх потрібно адаптувати, а також встановлюються часові рамки. Такі зобов'язання України є дуже важливими з огляду на необхідність наближення до норм та стандартів ЄС. Велика увага питанню дотримання існуючого екологічного законодавства та багатосторонніх екологічних угод приділяється в контексті створення зони вільної торгівлі. Перші кроки в напрямку адаптації у сфері охорони довкілля були зроблені в грудні 2012 року, коли Мінприроди затвердило Базовий план адаптації екологічного законодавства України до законодавства Європейського Союзу (Базовий план апроксимації) (Наказ № 659). Базовий план передбачає перелік директив ЄС у сфері охорони довкілля, до яких повинно адаптуватися українське законодавство  .
Підтримка ЄС відіграла в свій час роль «каталізатора» в процесі розроблення Стратегії державної екологічної політики і з погляду термінів розробки, і з погляду змісту документа. Вона якісно відрізняється від попередніх подібних документів, оскільки містить сучасні принципи, реалістичний підхід, чітку пріоритезацію цілей і завдань, механізми моніторингу та оцінки, а також індикатори ефективності її реалізації .
ЄС співпрацює і з іншими міжнародними організаціями у природоохоронній сфері. Зокрема, 21 березня 1994 року набрала чинності Рамкова Конвенція Організації Об'єднаних Націй про зміну клімату, яку підписали 154 держави і Європейська Спільнота. Загальна мета конвенції полягає у стабілізації концентрацій в атмосфері всіх парникових газів, не лише двоокису вуглецю. Конвенція закріплює низку провідних принципів, що стосуються справедливості, «спільних, але диференційованих відповідальностей» держав, запобіжних заходів, особливих потреб і обставин щодо країн, які розвиваються, сталого розвитку та міжнародної торгівлі. Але через опір Сполучених Штатів Америки та країн ОПЕК Конвенція не встановила чітких кількісних обмежень викидів парникових газів на будь-якому рівні. Європейська Спільнота виступила із заявою, в якій відзначила, що її мета до 2000 року — стабілізувати концентрацію двоокису вуглецю на рівні 1990 року в межах Спільноти .
Останнім часом в зоозахисних колах жваво обговорюють питання запровадження мінімальних стандартів утримання фермерських тварин, хоча б відповідно до норм Євросоюзу.  94% громадян країн-членів ЄС вважають дотримання вимог щодо добробуту сільськогосподарських тварин нагальним та важливим. Тобто, світові тенденції щодо питання гуманного відношення до сільськогосподарських тварин створюють підґрунтя для впровадження вищих стандартів під час їх утримання в процесі сільгоспвиробництва, в той час, як для України питання стоїть хіба що у забезпеченні мінімального захисту, який на цей момент фактично відсутній.
Як  вбачається   з   аналізу   регуляторного   впливу   до   проєкту   наказу Міністерства   розвитку   економіки,   торгівлі   та   сільського   господарства   України   «Про затвердження Вимог до благополуччя сільськогосподарських тварин» 94% респондентів дослідження   думки   споживачів   харчових   продуктів   у   державах-членах   ЄС   вважають дотримання   вимог   щодо   благополуччя   сільськогосподарських   тварин  дуже важливим(57%) та достатньо важливим (37%).
Україною   було   підписано   Угоду   про   Асоціацію   з   Європейським   Союзом,   яка була ратифікована із заявою Законом No 1678-VII від 16.09.2014. Розпорядженням КМУ № 228-р від 24.02.2016 було затверджено Всеосяжну стратегію   імплементації   законодавства   у   сфері   санітарних   та   фітосанітарних   заходів. Відповідно   до   цієї   стратегії   низка   нормативно-правових   актів   у   сфері   добробуту сільськогосподарських   тварин   необхідно   було   адаптувати   та   імплементувати   в українське законодавство протягом 2018-2019 років. Проте в Україні така адаптація досі не проведена,   європейські   стандарти   досі   не   введені   в   дію,   а   запропоновані   проєктом наказу   мінімальні   стандарти   для   захисту   сільськогосподарських   тварин   частково встановлюють стандарти, що менші за встановлені у ЄС. На додаток, запропонованим проєктом наказу він вводиться в дію з 01.01.2026 року.   
Тобто,   Мінекономіки   усвідомлюючи,   що   відсутність   встановлених   мінімальних стандартів порушує умови міжнародних договорів, сприяє подальшому невиправданому і надмірному   стражданню   сільськогосподарських   тварин,  призводить до негуманного поводження з сільськогосподарськими тваринами, у тому числі незадовільних умовах утримання,   неналежній   відгодівлі   й   догляді   за   ними,   всупереч   загальнолюдському принципу гуманного поводження із тваринами, відстрочує введення в дію мінімальних стандартів утримання сільгосп тварин.
Це означає, що влада ігнорує елементарні речі, як от
встановлення мінімальних стандартів для захисту курей-несучок та  мінімальні правила для захисту курей, що утримуються для виробництва м’яса, захист тварин під час забою, захист свиней, телят тощо, а також встановлення правил транспортування тварин. Поки ці питання залишаються неврегульованими, а двері виробництв зачиненими, ніхто не може бути впевненим, чи є таке виробництво та утримання безпечним не лише для тварин, а й споживачів тваринної продукції. 
Крім того, таке нехтування європейськими стандартами може призвести до того, що українські фермери будуть не готові до швидкої адаптації та жорсткого контролю до імпортної продукції тваринництва з боку ЄС, що може зменшити імпорт товарів тваринництва до ЄС.
Під   час   адаптації   у   своє   національне   законодавство,   Державою   можливе впровадження більш суворих положень стандартів щодо захисту тварин, проте не м’якіших. Всупереч   цьому   ряд   положень   проєкт   наказу   Мінекономіки   встановлює   більш   м’якіші стандарти.
Підсумовуючи вищесказане, варто наголосити, що Мінекономіки має виправити зазначені неузгодженості та здійснити ці заходи у суворій відповідності до законодавства ЄС та у найкоротший термін, оскільки відсутність встановлених мінімальних стандартів порушує міжнародні зобов’язання України, сприяє подальшому невиправданому і надмірному стражданню сільськогосподарських тварин, заподіює шкоду здоров’ю людей.

## Сприяння дотриманню екологічного законодавства в ЄС
Комітет з питань довкілля розглядає сприяння дотриманню законодавства як ключову діяльність для досягнення кращого і своєчасного виконання екологічного законодавства ЄС і уникнення або зменшення частоти екологічних порушень.  . Історія виникнення політики по сприянню дотриманню екологічного законодавства ЄС сягає своїм корінням в 2007 р. Повідомлення Комісії «A Europe of results» — Applying Community Law " закликало до поліпшення організації своєї роботи з державами-членами з метою забезпечення правильного застосування законодавства ЄС. Повідомлення Комісії звернуло увагу на реалізацію політики за допомогою превентивних заходів.
Комітет з питань довкілля заохочує застосування наступних інструментів для сприяння дотримання екологічного законодавства:
- Зустрічі із представниками влади держав-членів. Зустрічі з національними органами влади організовуються регулярно для обговорення і вирішення питань реалізації. У ході цих зустрічей Комітет систематично піднімає питання щодо майбутніх термінів виконання. Державам-членам також рекомендується провести консультації з Комісією і представляти їх проекти реалізації заходів.
- Реалізація планів транспозиції (TIPS). Як тільки екологічна директива буде прийнята (і протягом періоду прийняття) важливо перебувати в тісній співпраці з державами-членами, щоб надати якомога більше вказівок і створити платформу для обміну думками з питань виконання директиви.
- Фінансування ЄС. Фінансування ЄС є корисним інструментом, оскільки стимулює активнішу природоохоронну діяльність. Однак фінансова допомога може бути припинена у разі недотримання екологічних вимог ЄС [7].